# Drăgușeni (Galați)
Drăgușeni is een Roemeense gemeente in het district Galați.
Drăgușeni telt 5680 inwoners.